# Great Oldbury
Great Oldbury är en civil parish i distriktet Stroud, i grevskapet Gloucestershire, i England. Civil parish är belägen 12 km från Gloucester. Civil parishen inrättades den 1 april 2024 från Eastington, Standish och Stonehouse.